# ペイズリー・アダムス

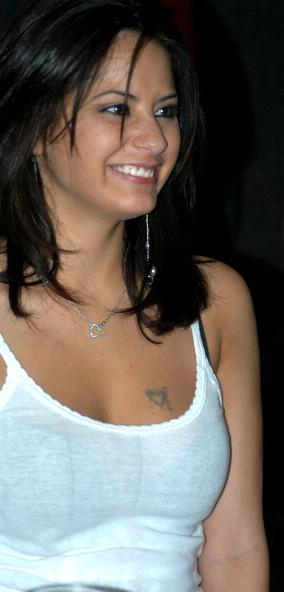
ペイズリー・アダムス

ペイズリー・アダムス（Paizley Adams, 本名不詳, 1980年12月24日 - ）は、アメリカ合衆国のポルノ女優。出身地は、コロラド州デンバー。

## 経歴
米国大手ビデオメーカーVivid girlではキャシディー・ラーエ(Cassidey Rae)という名で活動しているほか、アニー・バンズ、ペイズリー・アダムスやボビー・アドアーという名でも知られている。エンリケ・イグレシアスのミュージック・ビデオ「Sad Eyes」に出演し、彼の誕生日にインターネットトークショー「Tom Green Live」でゲストとして登場している。2004年8月8日、ロッキー・バーンスタインと結婚したが、2005年に離婚している。2006年にVivid Videoと再契約しており、12本のビデオを発売予定である。